# St. Marien (Weißenfels)

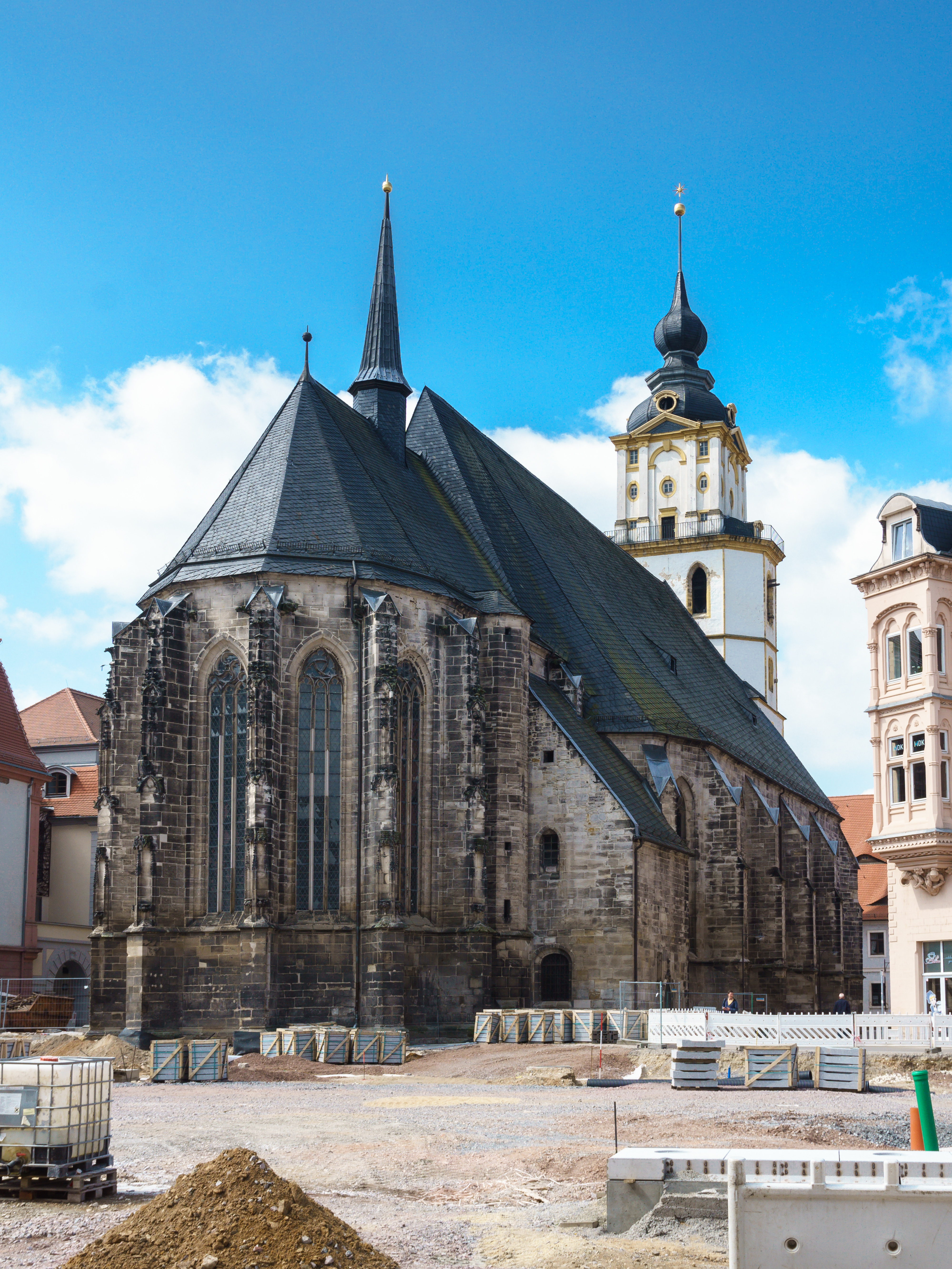
St. Marien (Weißenfels)

Die evangelische Stadtkirche St. Marien in Weißenfels ist eine spätgotische Hallenkirche in Weißenfels im Burgenlandkreis in Sachsen-Anhalt. Sie gehört zur Kirchengemeinde Weißenfels-Burgwerben im Kirchenkreis Merseburg der Evangelischen Kirche in Mitteldeutschland und prägt mit ihrem reich geschmückten Chor den Marktplatz in Weißenfels.

## Geschichte und Architektur

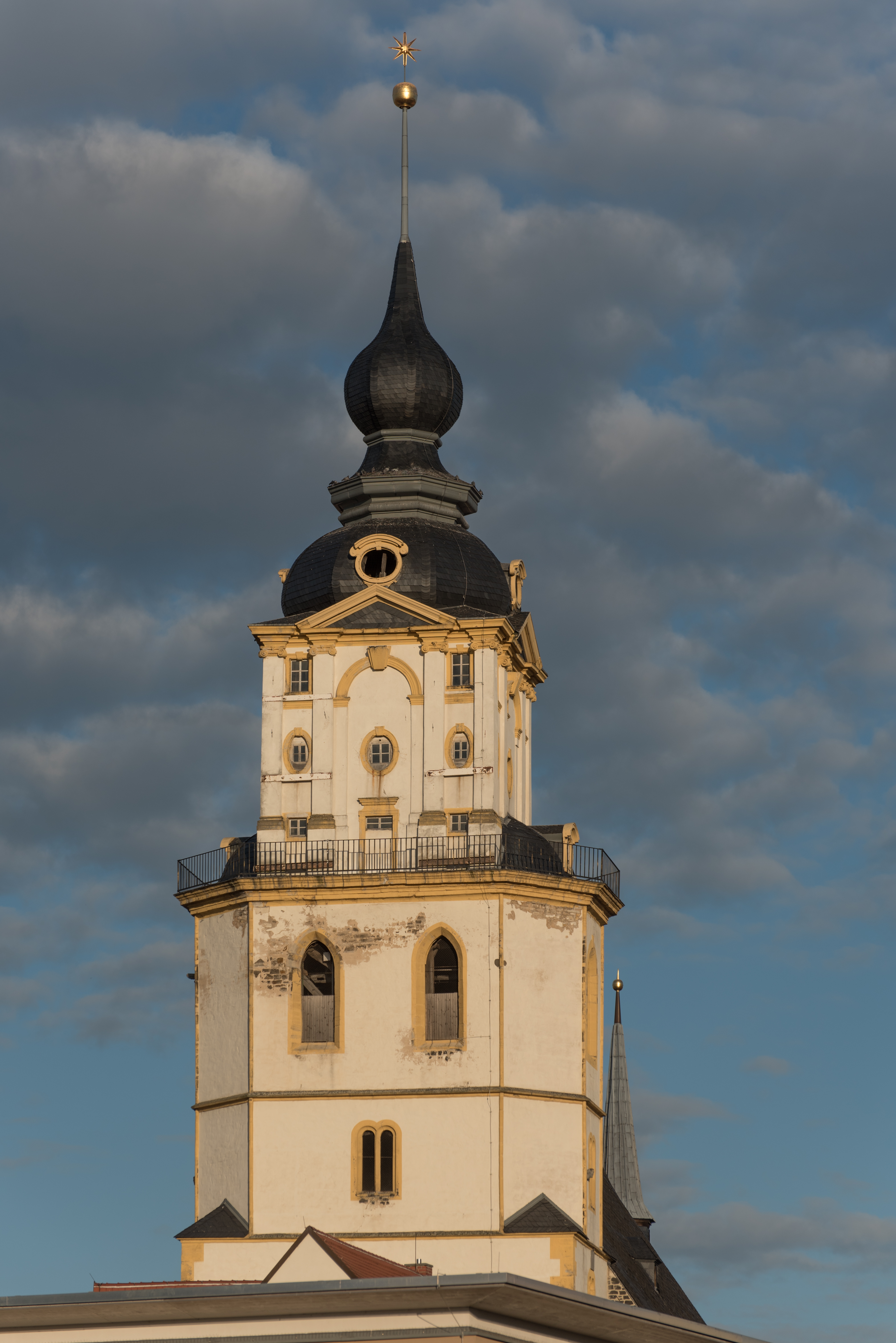
Turmobergeschosse

Die Marienkirche in Weißenfels wurde als Stadtkirche der Marktsiedlung 1158 erstmals urkundlich erwähnt. Die Weihe der Kirche fand im Jahr 1351 statt. Von diesem Bauwerk, das der Kirche in Burgwerben ähnelte, ist noch der untere Teil des Turms erhalten. Nach einem Stadtbrand im Jahr 1374 wurde der Turm durch die achteckigen Geschosse mit Kantenstäben erhöht. Der mittelalterliche Kirchenbau wurde in den Hussitenkriegen 1430 zerstört. Der spätgotische Kirchenneubau wurde mit dem Chor begonnen, der mit reichem Dekor im Weichen Stil verziert ist und den Markt wie eine Chorfassade beherrscht.
Das fünfjochige Langhaus wurde in schlichteren Formen nach dendrochronologischer Datierung 1455/56 begonnen. Die Fenstermaßwerke zeigen von Osten nach Westen zunehmend jüngere Formen. Die Seitenschiffe werden mit zweiseitigen Polygonen nach Osten abgeschlossen. Die Strebepfeiler im Norden unterscheiden sich ebenso wie die Arkaden von denen im Süden, was möglicherweise durch einen Planwechsel bedingt ist. Der Westturm erhielt zwischen 1530 und 1535 einen Abschluss durch ein Walmdach. Nach einem Stadtbrand wurde in den Jahren 1718 bis 1722 ein mit Pilastern aufwändig gegliederten Aufsatz mit gefälliger geschweifter Haube erbaut.
An der Nordseite des Chores wurde zum Anfang des 16. Jahrhunderts eine im Grundriss quadratische Sakristei mit einem Sterngewölbe und figürlichen Schlusssteinen angefügt. Der Treppenturm am südlichen Seitenschiff wurde 1636 hinzugefügt.

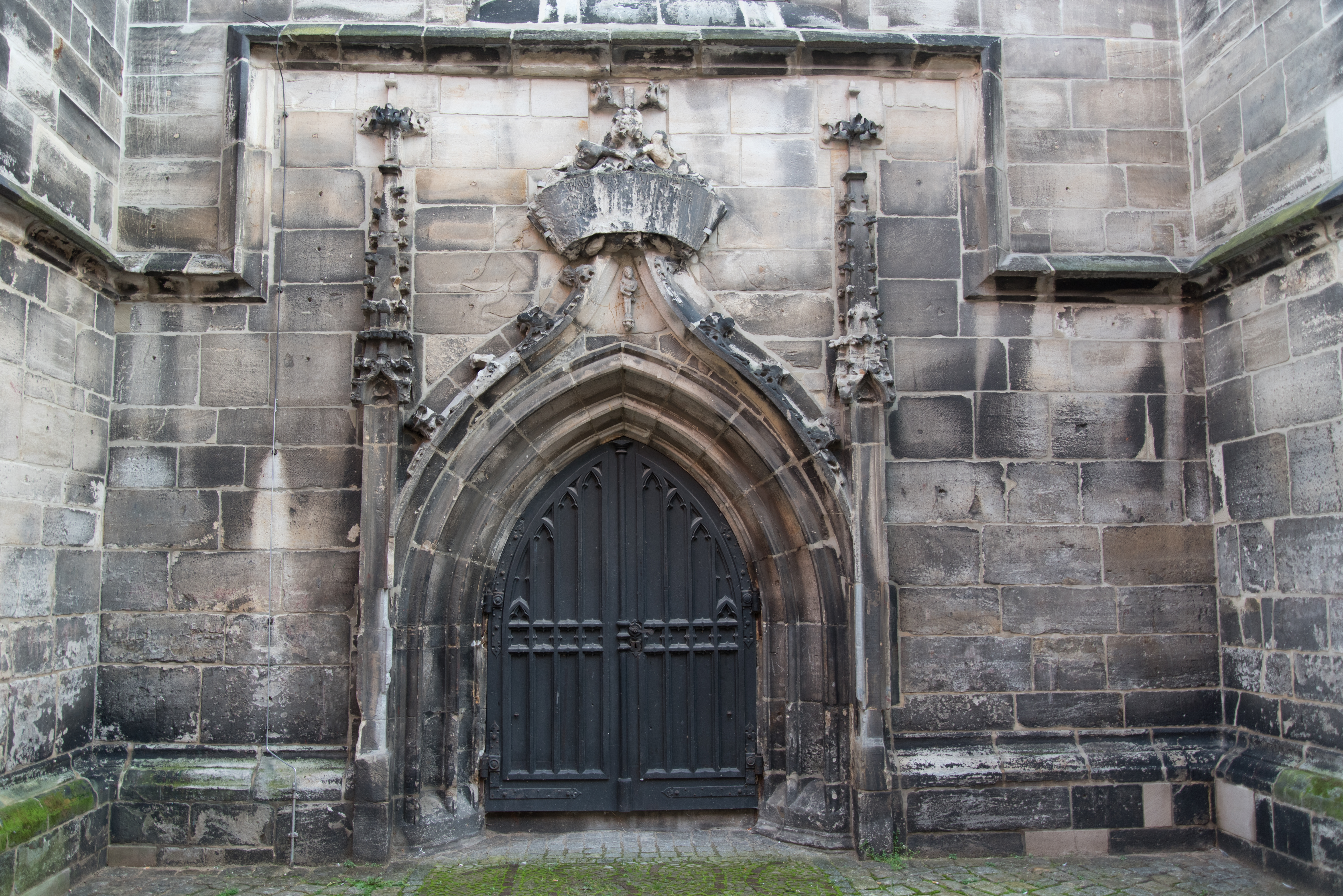
Portal

Das Langhaus wird von je einem Gewändeportal in Kielbogenform auf der Süd- und der Nordseite erschlossen. Die Sakristeipforte auf der Nordseite des Chores ist in gleicher Weise gestaltet.
Der geräumige Chor ist innen relativ schlicht und wird mit einem Netzgewölbe mit zahlreichen Schlusssteinen und Wappenschilden aus dem letzten Viertel des 15. Jahrhunderts abgeschlossen. Er endet nach Osten in einem polygonalen Schluss aus fünf Seiten eines Zehnecks.
Im Langhaus tragen einfache Achteckpfeiler die Arkaden, deren östliche etwas schmaler und niedriger angelegt ist. Die Netzgewölbe der Seitenschiffe stammen aus der Zeit um 1520 und ruhen auf Maskenkonsolen aus der Bauzeit des Schiffes. Das Gewölbe im Hauptschiff sollte ebenfalls auf Wappenkonsolen ruhen, wurde jedoch nicht mehr in Stein erbaut und stattdessen in den Jahren zwischen 1655 und 1660 als hölzernes Tonnengewölbe ausgeführt.
Der Raumeindruck wird durch Emporen in den Seitenschiffen und an der Westseite bestimmt, die wie die Ausstattung aus den Jahren von 1670 bis 1684 stammen, als die Kirche zur Hofkirche eingerichtet wurde.

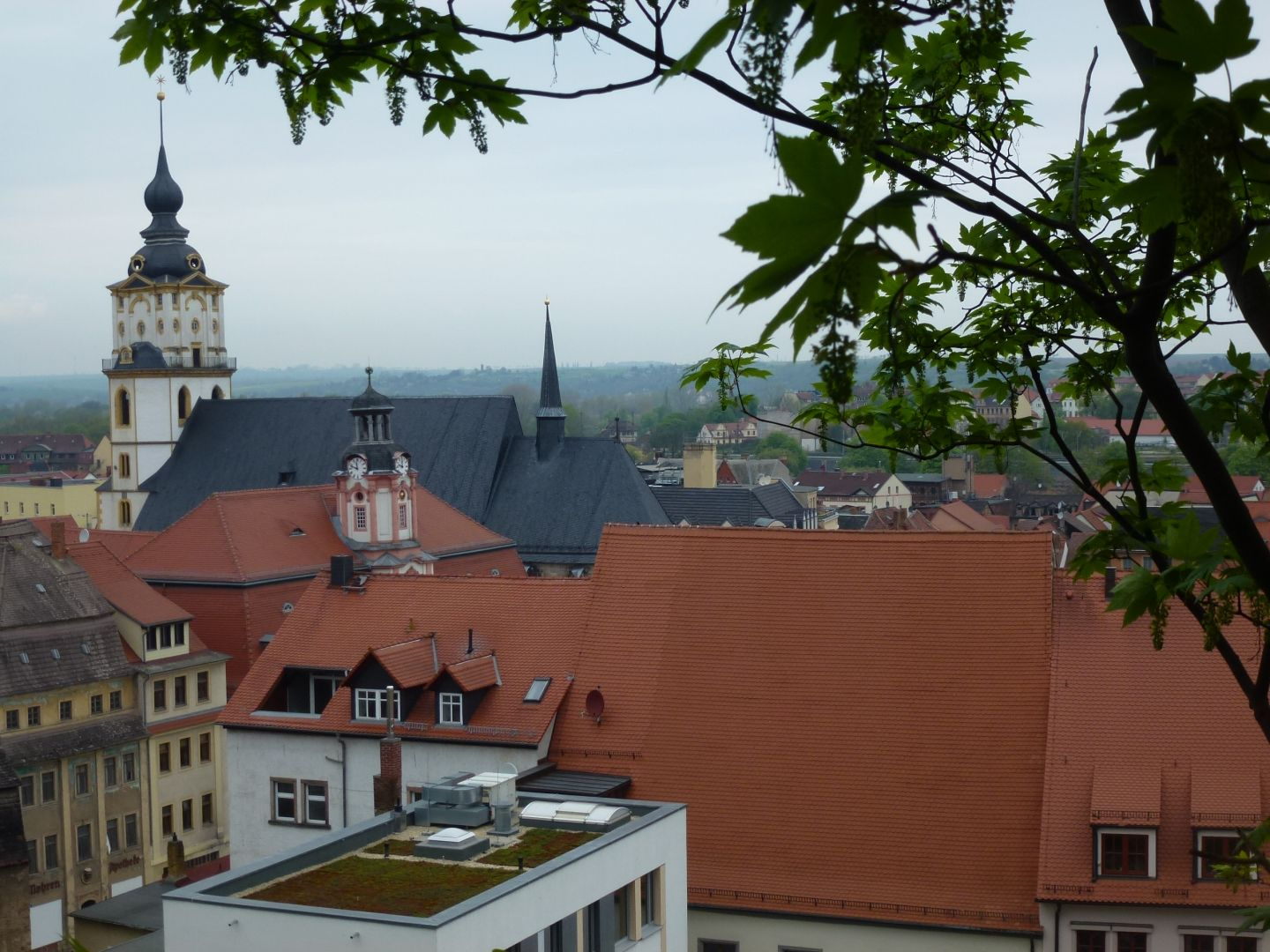
St. Marien im Stadtbild von Weißenfels

Eine Restaurierung des Inneren fand 1981 bis 1985 statt; der Turm wurde 1991/92 instand gesetzt.

## Ausstattung
Der Altar wird durch eine große hölzerne Schauwand mit Freisäulen und reichem figürlichen Schmuck aus dem Jahr 1684 von Andreas Griebenstein hervorgehoben. Er zeigt im Hauptfeld ein Relief der Ölbergszene und darunter ein Abendmahlsrelief. Die seitlichen Figuren stellen David und Simei dar. Im Aufsatz der Schauwand sind neben einer Strahlenglorie die christlichen Tugenden und Engel dargestellt.
Die Kanzel ist ein Gemeinschaftswerk von Andreas Griebenstein mit den Malern Christian Hoffmann und Johann Christoph Goldner von 1674. An der Brüstung des Korbes aus Sandstein sind der Salvator und die vier Evangelisten als Hochreliefs angeordnet. Die Treppenbrüstung zeigt eine Darstellung des Guten Hirten und eine spiegelverkehrte Stadtansicht von Weißenfels vor dem Stadtbrand von 1718. Der hölzerne Schalldeckel zeigt eine Darstellung Gottvaters mit dem auferstandenen Christus in einem Wolkenhimmel und an der Unterseite die Taube des Heiligen Geistes.
Der große Taufstein aus Sandstein zeigt Hochreliefs von Adam und Eva sowie Wasser trinkende Hirsche als Symbol für die Taufe und wurde wie der Altar von Andreas Griebenstein 1681 angefertigt.
An den Brüstungen der Emporen sind gemalte Szenen aus dem Alten und Neuen Testament dargestellt. Im Chor befindet sich ein Gemälde mit dem Jüngsten Gericht und dem Porträt der Stifterin aus dem dritten Viertel des 16. Jahrhunderts. Davor steht eine kleine hölzerne Pietà, die etwa aus der gleichen Zeit stammt.
Weiter sind noch ein barockes Kruzifix und ein Epitaph des Martin Hundt († 1515) und seiner Familie mit einer kunstvollen Ecce-homo-Darstellung zu erwähnen.
Die reiche liturgische Ausstattung enthält unter anderem eine Taufkanne aus der Renaissance-Zeit.
Die vollständig erhaltene Verglasung des Chores mit neugotischen Glasmalereien wurde von der Werkstatt Wilhelm Franke aus Naumburg 1899 bis 1903 durchgeführt.
Die Kirche besaß ein vierstimmiges Geläut, das nach dem Stadtbrand von 1718 von Johann Christoph Fischer gegossen wurde und in den noch heute bestehenden barocken Glockenstuhl eingehängt wurde. Die große Glocke mit Schlagton h° und die kleinste Glocke mussten für Rüstungszwecke abgeliefert werden, sodass nur noch die beiden mittleren Glocken in den Tönen d′ und fis′ vorhanden sind.

## Orgel

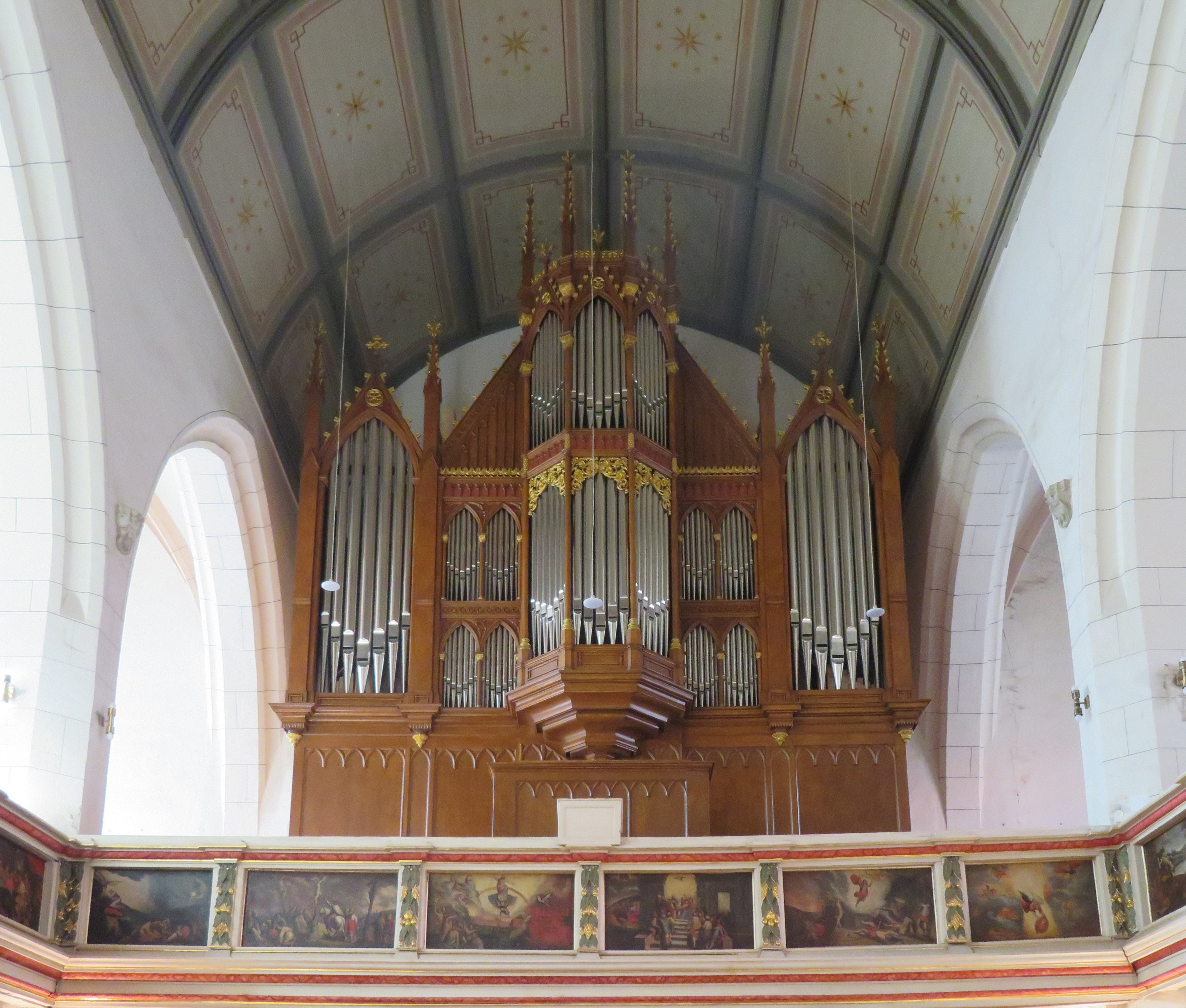
Die Ladegast-Orgel

Die Orgel wurde 1862 bis 1864 von Friedrich Ladegast erbaut und besitzt 41 Register auf drei Manualen und Pedal. Sie wurde im Jahr 1999 durch Thomas Hillebrand aus Altwarmbüchen überholt und in der Disposition teilweise rückgeführt.
2018 bis 2021 erfolgte eine umfangreiche Sanierung durch Eule Orgelbau Bautzen. Dabei wurde die ursprüngliche Disposition wieder hergestellt.
| I Oberwerk C–f3            |       |  |
| Quintatön                  | 16′   |  |
| Geigenprincipal            | 8′    |  |
| Gedackt                    | 8′    |  |
| Salicional                 | 8′    |  |
| Octave                     | 4′    |  |
| Flauto minor               | 4′    |  |
| Naßat                      | 2 ⁄3′ |  |
| Waldflöte                  | 2′    |  |
| Progressio Harmonica II-IV |       |  |
| Oboe                       | 8′    |  |
| Tremulant                  |       |  |

| II Hauptwerk C–f3 |       |  |
| Bordun            | 16′   |  |
| Principal         | 8′    |  |
| Hohlflöte         | 8′    |  |
| Rohrflöte         | 8′    |  |
| Gemshorn          | 8′    |  |
| Viola di Gamba    | 8′    |  |
| Octave            | 4′    |  |
| Spitzflöte        | 4′    |  |
| Quinte            | 2 ⁄3′ |  |
| Octave            | 2′    |  |
| Cornett V         |       |  |
| Mixtur V          |       |  |
| Trompete          | 8′    |  |

| III Echowerk C–f3  |     |  |
| Lieblich Gedackt   | 16′ |  |
| Flauto traverso    | 8′  |  |
| Viola d’Amour      | 8′  |  |
| Unda maris (ab c°) | 8′  |  |
| Fugara             | 4′  |  |
| Zartflöte          | 4′  |  |
| Violine            | 2′  |  |
| Cimbel III         |     |  |

| Pedal C–d1    |        |  |
| Principal Baß | 32′    |  |
| Principal Baß | 16′    |  |
| Subbaß        | 16′    |  |
| Violon        | 16′    |  |
| Octavbaß      | 8′     |  |
| Baßflöte      | 8′     |  |
| Violoncello   | 8′     |  |
| Quintbaß      | 5 1⁄3′ |  |
| Octavbaß      | 4′     |  |
| Posaune       | 16′    |  |

- Traktur: mechanische Spiel- und Registertraktur[4]
- Koppeln:  I/II, III/II, II/P
- Spielhilfen: Schwelltritt (Echowerk), zwei Sperrventile für das Pedal und drei weitere für die Manualwerke

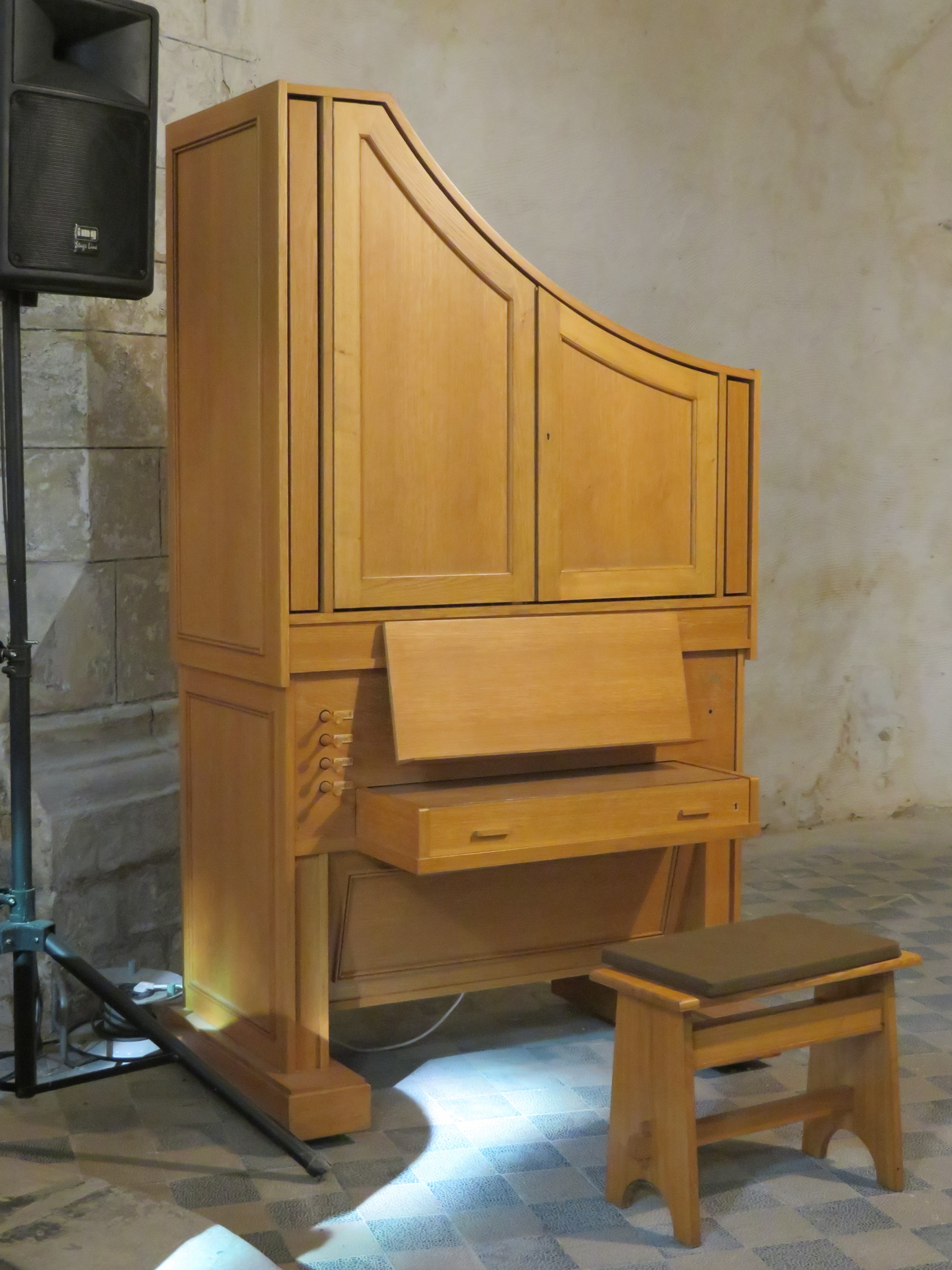
Positiv (Eule Orgelbau, 1953)

Neben der großen Orgel beherbergt die Kirche noch ein kleines Instrument, welches von Eule Orgelbau 1953 errichtet wurde. Dieses kleine Positiv besitzt 4 Register auf einem Manual; ein Pedal hat das Instrument nicht.